# بیلی میلار (بازیکن فوتبال، زاده ۱۹۲۴)
بیلی میلار (انگلیسی: Billy Millar؛ ۲۴ ژوئیه ۱۹۲۴ – ۱۹۹۵ (۷۰−۷۱ سال)) بازیکن فوتبال اهل بریتانیا بود.
از باشگاه‌هایی که در آن بازی کرده‌است می‌توان به باشگاه فوتبال آبردین، باشگاه فوتبال سوئیندون تاون، و باشگاه فوتبال جیلینگام اشاره کرد.